# Nati nel 1327
| Questa pagina contiene informazioni ricavate automaticamente dalle voci biografiche con l'ausilio del template Bio e di un bot. L'aggiornamento è periodico e automatico e ricostruisce completamente la pagina. Se manca una persona in questa lista, sei pregato di non aggiungerla, ma accertati piuttosto che la sua voce biografica contenga il template Bio e che i dati anagrafici siano correttamente compilati. Se il template Bio manca, inseriscilo tu stesso o, in alternativa, metti l'avviso {{tmp\|Bio}} che ne segnala la mancanza. Se i dati riportati sono sbagliati, correggi direttamente la voce biografica; le modifiche saranno visibili in questa lista entro pochi giorni. Per chiarimenti vedi il progetto biografie. La lista contiene solo le 8 persone che sono citate nell'enciclopedia e per le quali è stato implementato correttamente il template Bio. Pagina aggiornata al 10 giu 2025. |

- 2 ottobre - Baldo degli Ubaldi, giurista italiano († 1400)
- 30 ottobre - Andrea d'Ungheria, principe († 1345)
- Birger Gregersson, arcivescovo cattolico e scrittore svedese († 1383)
- Malatesta Ungaro, generale italiano († 1372)
- Maria Paleologa, regina bizantina
- Giovanni Saziari, religioso italiano († 1372)
- Niccolò Terzi il Vecchio, condottiero italiano († 1398)
- Francesco Uguccione, cardinale italiano († 1412)